# Neognathorhynchus lobatus
Neognathorhynchus lobatus är en plattmaskart som först beskrevs av Ax 1952.  Neognathorhynchus lobatus ingår i släktet Neognathorhynchus, och familjen Gnathorhynchidae. Arten är reproducerande i Sverige.